# Lajos Ybl
Lajos János Mihály Ybl (germană Ludwig von Ybl) (n. 25 septembrie 1855, Pesta, Regatul Ungariei – d. 24 ianuarie 1934, Budapesta, Regatul Ungariei) a fost un arhitect maghiar.

## Viața
Lajos Ybl s-a născut în 1855 în Pesta, ca fiu al lui Lajos Ybl și al Magdolnei Fábián.
S-a căsătorit în 1881, în Seghedin, cu Ilona Mayer, cu care a avut un copil, Ervin Ferenc Nándor Lajos Ybl.  
Este nepotul lui Miklós Ybl.  
Printre cele mai notabile lucrări ale sale se numără: Primăria din Hódmezővásárhely și Biserica Millennium din Timișoara. 
O stradă din Timișoara îi poartă numele.